# Gesto del dito medio

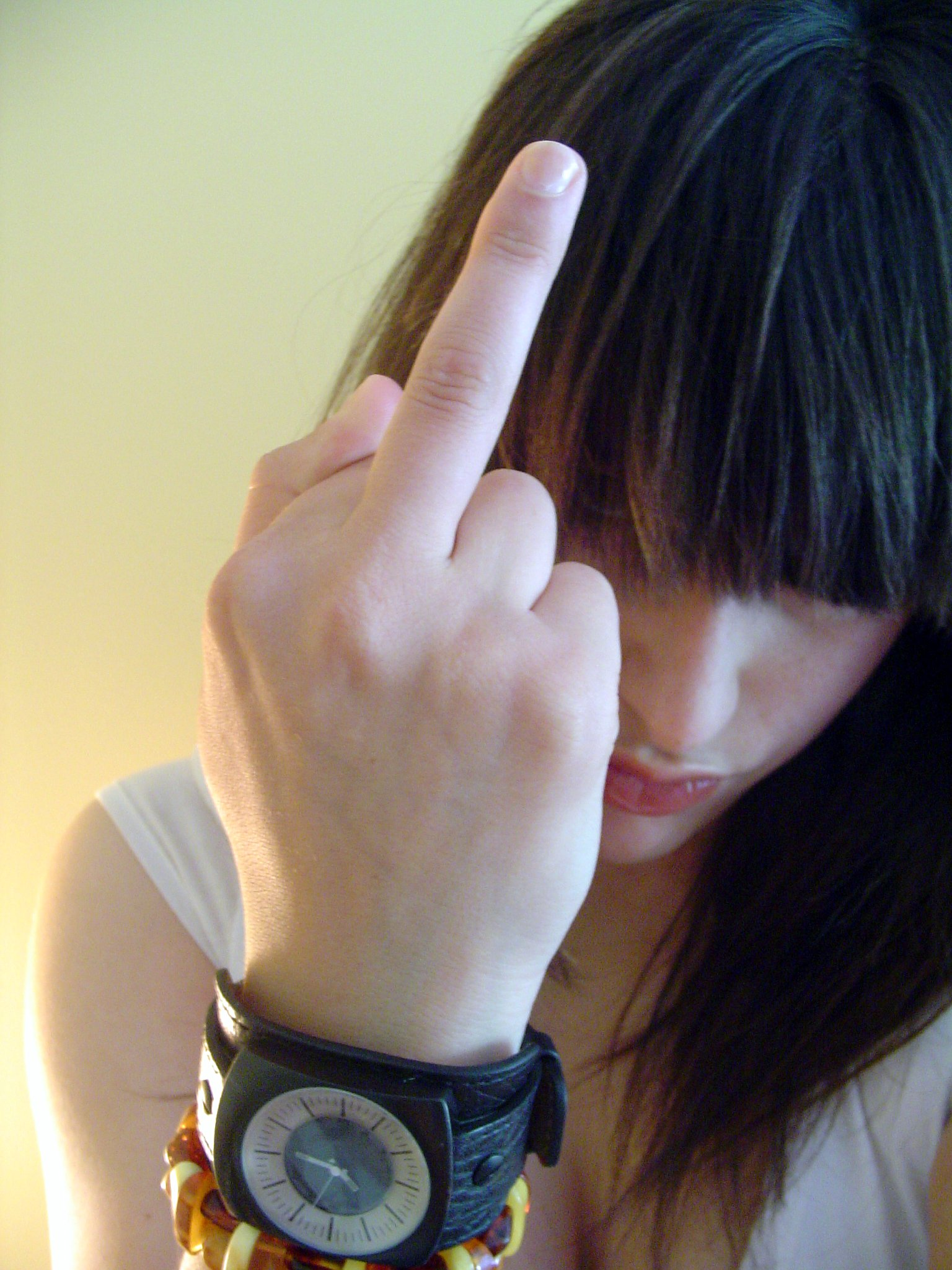
Dito medio proteso

Il gesto del dito medio (a volte per brevità dito medio) è un comune gesto offensivo.
Nei paesi occidentali, ma anche in alcuni orientali come il Giappone, il dito medio proteso è ritenuto generalmente un gesto osceno. Viene effettuato estendendo il dito medio verso l'alto e tenendo strette alla mano, contemporaneamente, le altre dita. In alcuni paesi è in uso una variante di tale gesto che consiste nell'estendere anche il pollice. È usato per offendere, ferire e urtare la suscettibilità di qualcuno verso cui si prova risentimento o paura. Talvolta viene usato in modo scherzoso tra amici.

## Origini
Il gesto ha origini molto antiche. I primi riferimenti letterari al gesto sono riscontrabili infatti nella letteratura greca. Giulio Polluce afferma che "gli Attici danno al dito medio della mano il nome καταπῡ́γων, -ονος (katapȳ́gōn)" che designa anche una persona perversa. Anche Aristofane probabilmente allude al dito medio in varie sue opere: Le nuvole, in cui gioca sulla parola dattilo, la quale ha significato sia metrico, sia anatomico e La pace, in cui adopera un termine spiegato dal Suda. Diogene Laerzio afferma che Diogene, famoso filosofo cinico, dopo che uno straniero chiese di poter mirare Demostene fece il dito medio e disse "Ecco per voi questo, il demagogo d'Atene". Arriano propone una seconda versione della storia, in cui il bersaglio non è l'oratore, ma un sofista.
Nel mondo latino il gesto veniva identificato come digitus impudicus ("dito impudico") (Isidoro di Siviglia, nelle sue Etimologie XI, 1, 71, dice che il terzo dito della mano è chiamato "impudicus" perché "sovente tramite esso si esprime ammonimento nei confronti di un'azione vergognosa (impudica)", anche se Persio fa riferimento a un "digitus infamis". Giovenale tramite metonimia fa riferimento all'"unghia media" nei confronti della minacciosa Fortuna. 
L'uso di questo gesto in parecchie e differenti culture è probabilmente dovuto alla vasta influenza geografica dell'Impero Romano e della civiltà greco-romana.

## Significato
Il significato originale del gesto è un invito a subire, non necessariamente da parte del detrattore, un rapporto anale. Equivale perciò all'espressione verbale vaffanculo; poi il gesto di accompagnamento, ovvero il movimento del gomito e del braccio, maggiormente rafforza l'idea della penetrazione.